# EcoRII

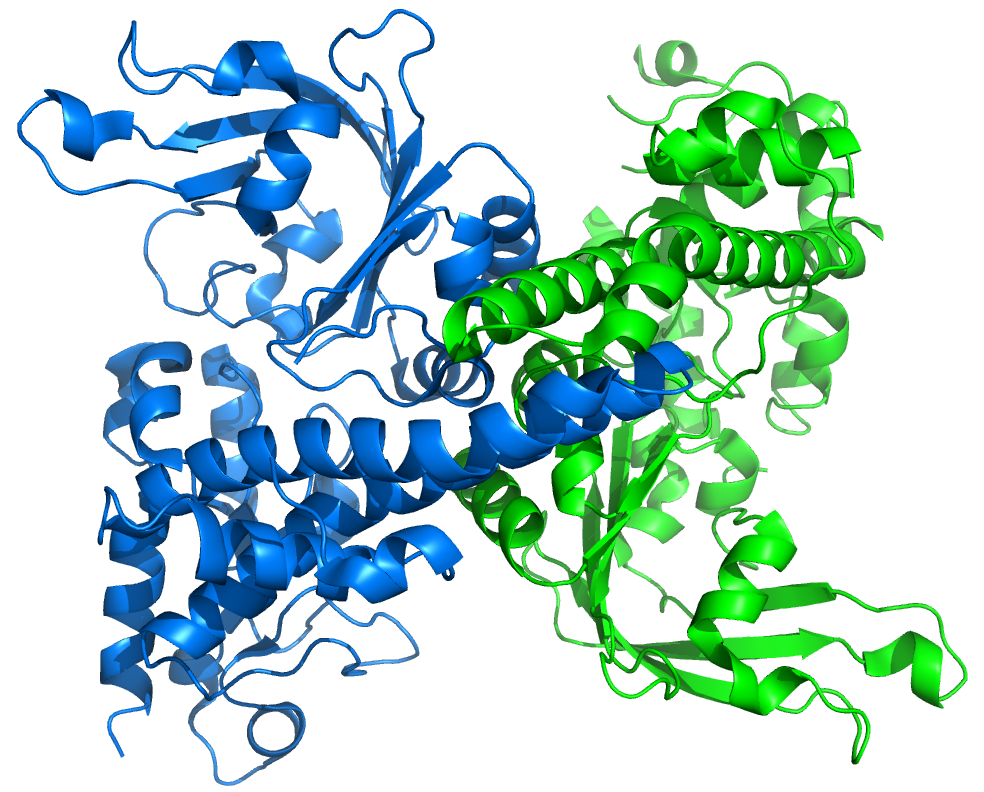
PDB ID 1NA6に基づいたEco RII二量体

EcoRII （えこあーるつー）とは、Escherichia coliで見られる制限修飾系（RM）の制限酵素（REase）である。その分子量は45.2 kDaであり、402残基のアミノ酸で構成されている。

## 活性型
EcoRIIは真正細菌のタイプIIE  REaseである。疑似回文構造のDNA 認識配列 5' - CC W GG - 3' （W = AまたはT ）の2個または3個  （このうち1個は実際に標的を切断し、残りはアロステリックアクチベーターとして機能する）と相互作用する。 EcoRIIは、粘着末端を生成する標的DNA配列CCWGGを切断する。

## 切断様式の図式
| 認識部位                      | 切断結果                      |
| 5 'NN CCWGG NN 3 'NN GGWCC NN | 5 'NN CCWGG NN 3 'NN GGWCC NN |

## 構造
EcoRIIの構造変異体 R88A（ PDB: 1NA6 ）のアポ状態の結晶構造  は、2.1Åの分解能で解明されている。EcoRIIの単量体は、ヒンジループを介して結合されたN末端及びC末端ドメインで構成されている。 

### エフェクター結合ドメイン
N末端のエフェクター結合ドメインは、顕著な裂溝を有する典型的なDNA結合性偽バレルフォールド(SCOP 101936)を持つ。構造から、進化的に以下に関連していることが明らかになっている。 
- B3 DNA結合ドメイン （SCOP 117343）：高等植物における転写因子（ PDB: 1WID ）の構成ドメイン [7]
- 制限酵素BfiIのC末端ドメイン [8] （PDB: 2C1L ） [9]

### 触媒ドメイン
C末端触媒ドメインは、典型的な制限酵素様フォールド（ SCOP 52979 ）を持ち、30を超える巨大な制限酵素スーパーファミリー（ SCOP 52980 ）の構成タンパク質の一つである。   